# San Juan (Texas)
San Juan ist eine Stadt im in der Südspitze des US-Bundesstaats Texas gelegenen Hidalgo County. Das U.S. Census Bureau hat bei der Volkszählung 2020 eine Einwohnerzahl von 35.294 ermittelt. Gegründet wurde sie 1909; die Konstituierung als Stadt erfolgte 1917. Wirtschaftliche Schwerpunkte sind der Bau von Betonrohren für Bewässerungsanlagen, Landwirtschaft sowie das Verpacken und Weiterverarbeiten von Obst und Gemüse. Überregional bekannt ist die Stadt wegen der katholischen Basílica del Santuario Nacional de Nuestra Señora de San Juan del Valle sowie dem dort ausgestellten Schrein – ein Ort, der sowohl Pilger als auch Touristen anzieht.

## Geografie

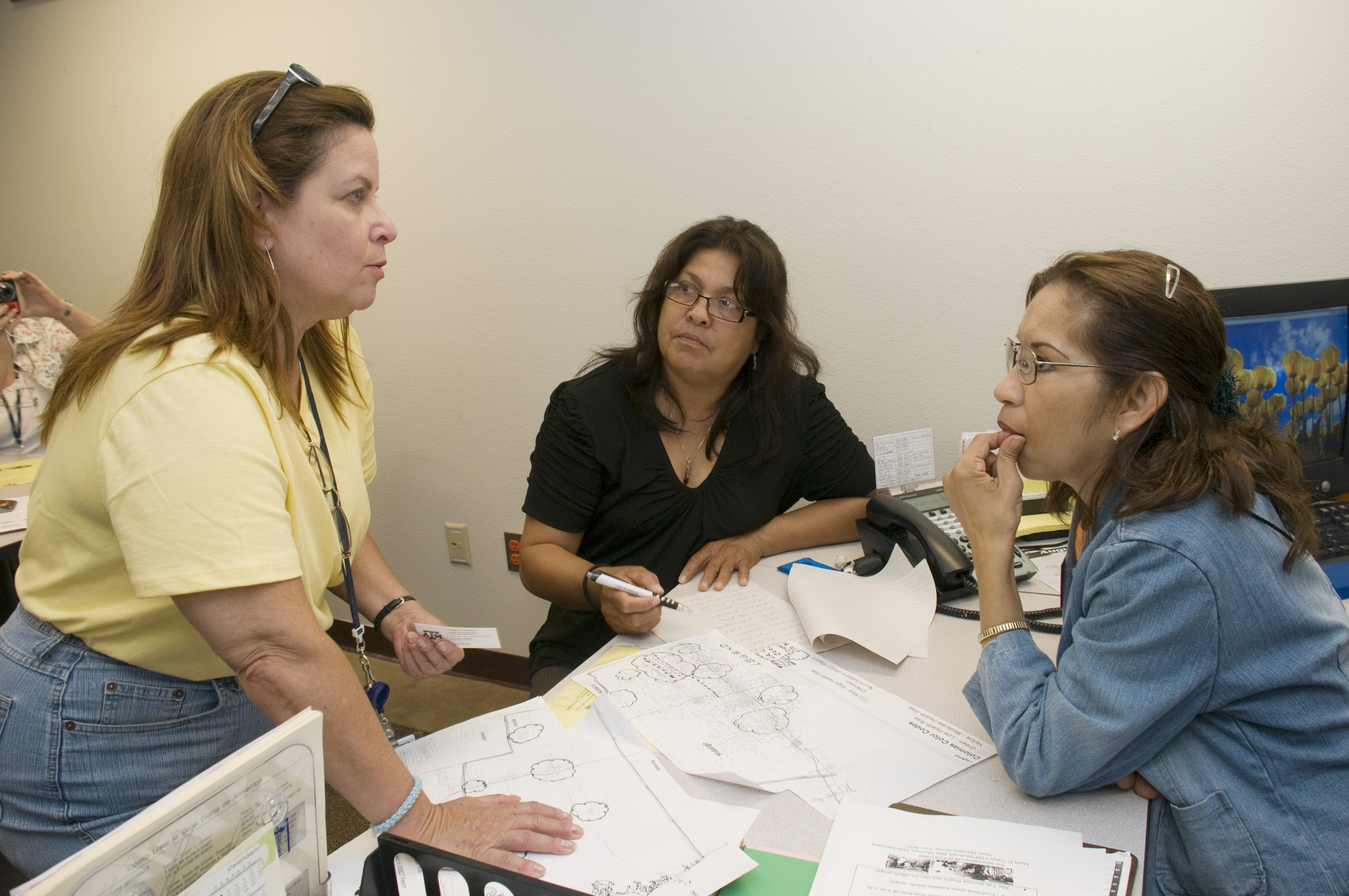
Meeting von FEMA- und Behördenmitarbeiterinnen zwecks besserer Zugänglichkeit der Colonias bei Wetterkatastrophen

San Juan liegt im südlichen Zentrum des Hidalgo County – am östlichen Rand des Ballungsraums Edinburg–McAllen–Pharr. Überregionale Hauptverbindungsstraße ist der US Highway 83. Er führt von Brownsville (Cameron County) ausgehend längs durch das untere Rio-Grande-Tal und durchschneidet das Stadtzentrum im nördlichen Stadtgebiet. Das Stadtgebiet umfasst knapp 30 Quadratkilometer und schiebt sich als schmaler Keil zwischen Pharr und die Orte Alamo und South Alamo. Das Stadtzentrum liegt in der nördlichen Hälfte beidseitig des US Highway 83. Die südliche Hälfte umfasst vor allem das Anrainergebiet der Stewart Road – einer Ausfall- und Verbindungsstraße in Richtung Hidalgo sowie Reynosa auf der mexikanischen Seite der Grenze. Nachbarorte und Nachbarstädte sind in Uhrzeigerrichtung: Pharr, Lopezville, Nurillo, Muniz, North Alamo, Alamo, South Alamo, Las Milpas und Hidalgo. In der nördlichen Stadthälfte befinden sich vier Colonias: Arco Iris Number 2, Romo, Arguello und Azteca Acres.
Landschaftlich gehört San Juan zum Rio Grande Valley – einer flachen, fruchtbaren Fluss-Anrainerregion, in der vor allem Zitrusfrüchte- und Gemüse-Intensivanbau betrieben wird. Das Klima in der Region ist subtropisch und subhumid. Die Temperaturangaben für die benachbarte Stadt McAllen reichen von durchschnittlich 8 °C im Januar bis zu 35 °C im Juli. Die durchschnittliche Jahrestemperatur beträgt 23 °C. Die durchschnittliche Niederschlagsmenge liegt bei 23 Zentimeter pro Monat. Haupt-Regenmonate sind Mai und September.
Als golfküstennahe sowie im Einzugsbereich des Rio Grande gelegene Stadt war San Juan wiederholt von Hurrikan-Auswirkungen sowie Überschwemmungs-Ereignissen betroffen. Ein für die unmittelbare Region besonders schwerer Tropensturm war der Hurrikan Beulah im Jahr 1967. Ende Juni 2018 sorgten starke Regenfälle für Überschwemmungen in einer Reihe Städte und Gemeinden im Rio Grande Valley – darunter auch San Juan. Ende Juli des Jahres trafen sich Vertreter unterschiedlicher Behörden zu einer Arbeitssitzung mit dem Ziel, die Vorbereitung auf diese Form Wetterereignisse einer besseren Koordination zu unterziehen.

## Geschichte

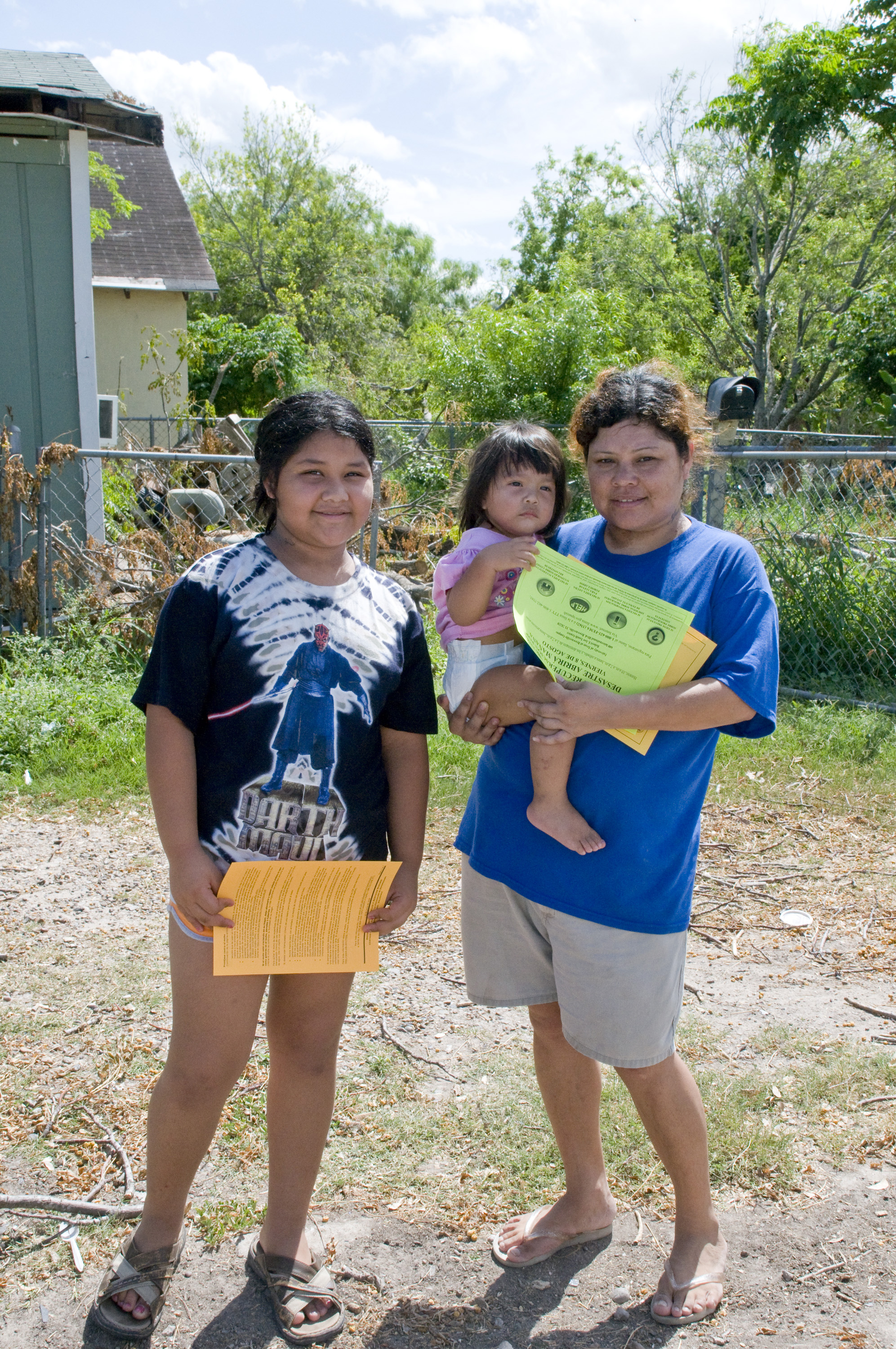
Bewohnerinnen einer der im Stadtgebiet befindlichen Colonias

Vor der europäischen Besiedlung war die Region das Stammesgebiet von Coahuilteken und Karankawa. Die neuspanische Kolonisierung des unteren Rio Grande-Tals setzte um die Mitte des 18. Jahrhunderts ein. Das heutige Stadtgebiet war Teil zweier Landzuschüsse, welche die neuspanische Administration an die örtlichen Kolonisten Narciso Cabazos und José María Ballí vergab. Bis zum Ende des 19. Jahrhunderts dominierten Rinder- und Schafzucht. Die Gründung der heutigen Stadt geht zurück auf den Grundbesitzer, Bewässerungsanlagen-Entwickler, Politiker und zeitweiligen Sheriffamt-Inhaber John Closner. Anlass war die Eröffnung einer Station der neugebauten St. Louis, Brownsville & Mexico Railroad im Jahr 1909. Der konkrete Grund für den – in der Region breit verwendeten – Stadtnamen ist heute nicht mehr rückverfolgbar. 1917 erhielt die neugegründete Stadt die Selbstverwaltungsrechte als Incorporated City. In die Gründungszeit fiel auch die Errichtung der Basilika Nuestra Señora de San Juan del Valle. Sie wurde im Jahr 1908 erbaut.
1922 investierte die Stadt 42.000 US-Dollar in ein neues Wasserwerk. Bis 1924 entstanden eine Baumwollspinnerei und eine Konservenfabrik. Bis zur Jahrhundertmitte folgten Verpackungsanlegen für Zitrusfrüchte und Gemüse sowie eine Anlage zur Herstellung von Betonrohren für Bewässerungsanlagen. 1945 verfügte San Juan über 47 Betriebe und insgesamt 2.264 Einwohner. Bis Anfang der 1970er stieg die Einwohnerzahl auf etwa das Doppelte an. Mitte der 1960er-Jahre verfügte die Stadt über zehn Kirchen, drei Schulen, zwei Krankenhäuser, eine Bibliothek, eine Bank, eine Zeitung sowie ein neues Einkaufszentrum. 1970 machte San Juan aufgrund eines außergewöhnlichen Vorkommnisses Furore. Anlass war eine (angekündigte) Leichtflugzeug-Attacke auf den Heiligen Schrein der Jungfrau von San Juan – eine Attacke, die beträchtlichen Sachschaden anrichtete und auch die dazugehörige Kirche irreparabel beschädigte.
1980 wurden Schrein und Kirche neu eingeweiht. In den Jahrzehnten um die Jahrtausendwende stieg die Bevölkerung erneut stark an. Auslöser: die – mit oder ohne offizielle Papiere erfolgende – Migration aus Mexiko und Zentralamerika. Wie in vielen Regionen entlang der Amerikanisch-Mexikanischen Grenze schlug sich dieses Bevölkerungswachstum in einem Anwachsen energie- und sanitärtechnisch schlecht ausgestatteter Colonias nieder – einer Grenzgebiets-Ansiedlungsform, welche auch innerhalb des Stadtgebiets von San Juan mit mehreren Einheiten präsent ist. 2017 erreichte die Einwohnerzahl mit 36.469 einen neuen Höchststand. Die Wirtschaft von San Juan beruht nach wie vor auf den beiden Hauptfaktoren Landwirtschaft und Handel. Hinzu kommen Ausläufer des Tourismus im Rio Grande Valley – wobei die Basilika sowie der dort ausgestellte Schrein die Hauptanziehungspunkte bilden.

## Demografie
Einen immensen Bevölkerungsanstieg verzeichnete San Juan vor allem in seit den 1980er-Jahren. Vollzog sich das Wachstum bis dato eher kontinuierlich und allmählich (von 1.203 im Jahr 1920 auf 7.608 im Jahr 1980), verdoppelte sich die Einwohnerschaft im Folgejahrzehnt auf 14.839. Eine weitere Verdoppelung vollzog sich zwischen 1990 und 2010. 2017 lebten dem US-Zensus zufolge  36.469 Einwohner in der Stadt. Davon waren 17.503 männlich, 18.966 weiblich, 24.261 Einwohner 18 Jahre oder älter, 12.208 Kinder oder Jugendliche und 3.565 älter als 65 Jahre. Der Altersmedian betrug 29,2 Jahre. 35.502 Einwohner beziehungsweise 97,3 % bezeichneten sich als Hispanic beziehungsweise Latino, 966 als Weiße (2,6 %). Asiaten, Afroamerikaner sowie nordamerikanische Indianer waren mit im ersten Fall mit einem einzigen Angehörigen präsent, in den beiden anderen Fällen mit gar keinem. Die Anzahl von Angehörigen zweier oder mehrerer Ethnien belief sich ebenfalls auf Null. Verglichen mit den demografischen Werten des Countys ist der hispanische Bevölkerungsanteil in San Juan etwas niedriger (97,3 zu 99,1 %). Ebenfalls etwas niedriger als im Landkreis liegt auch der Altersmedian (29,2 zu 28,8).
Laut Quickfacts-Infos auf census.gov betrug das Medianeinkommen pro Haushalt 36.193 US-Dollar (USD). Der ermittelte Medianwert liegt deutlich unter dem des Bundesstaats Texas (54.700 USD) als auch dem der USA insgesamt (55.300 USD). Verglichen mit dem Median-Haushaltseinkommen im Starr County (27.133 USD) verfügten die Haushalte in San Juan durchschnittlich über mehr Geld. Darüber hinaus lag der Einkommensmedian deutlich über demjenigen von Roma, der zweitgrößten Stadt des County; hier betrug der Wert lediglich 20.291 USD. An Personen, die in Armut leben, wies der Zensus 31,9 % aus, an Personen ohne Krankenversicherung 35,5 %.

## Sonstiges
Zuständiger Schulbezirk ist der Pharr–San Juan–Alamo Independent School District. Neben den beiden Städten Pharr und San Juan umfasst er Teile der Ortschaften beziehungsweise Kleinstädte Alamo und North Alamo. Parks und öffentliche Erholungsanlagen im Stadtgebiet sind unter anderem der Liberty Park, der Memorial Park und der San Juan Municipal Park.

## Galerie

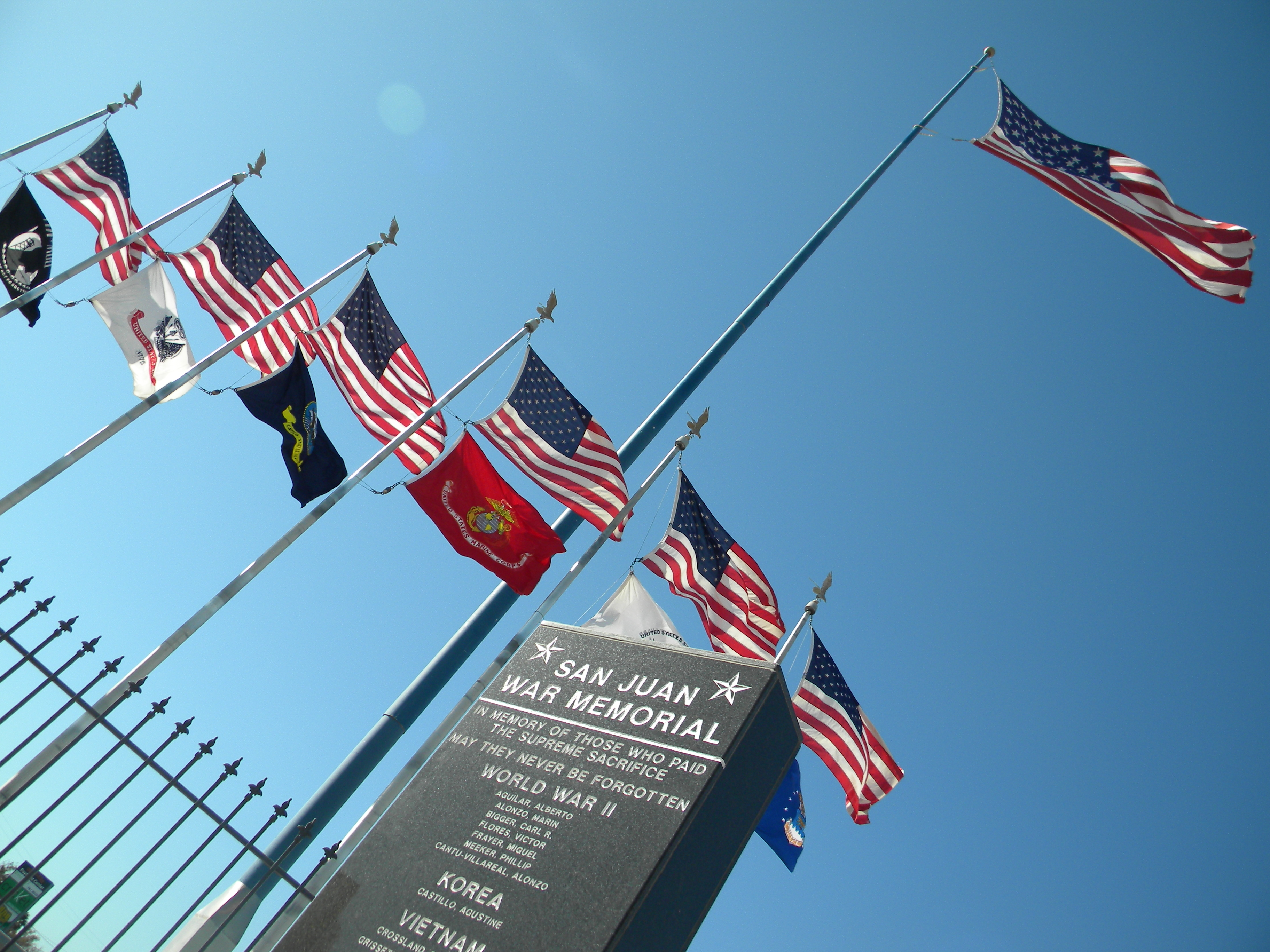
Liberty Park
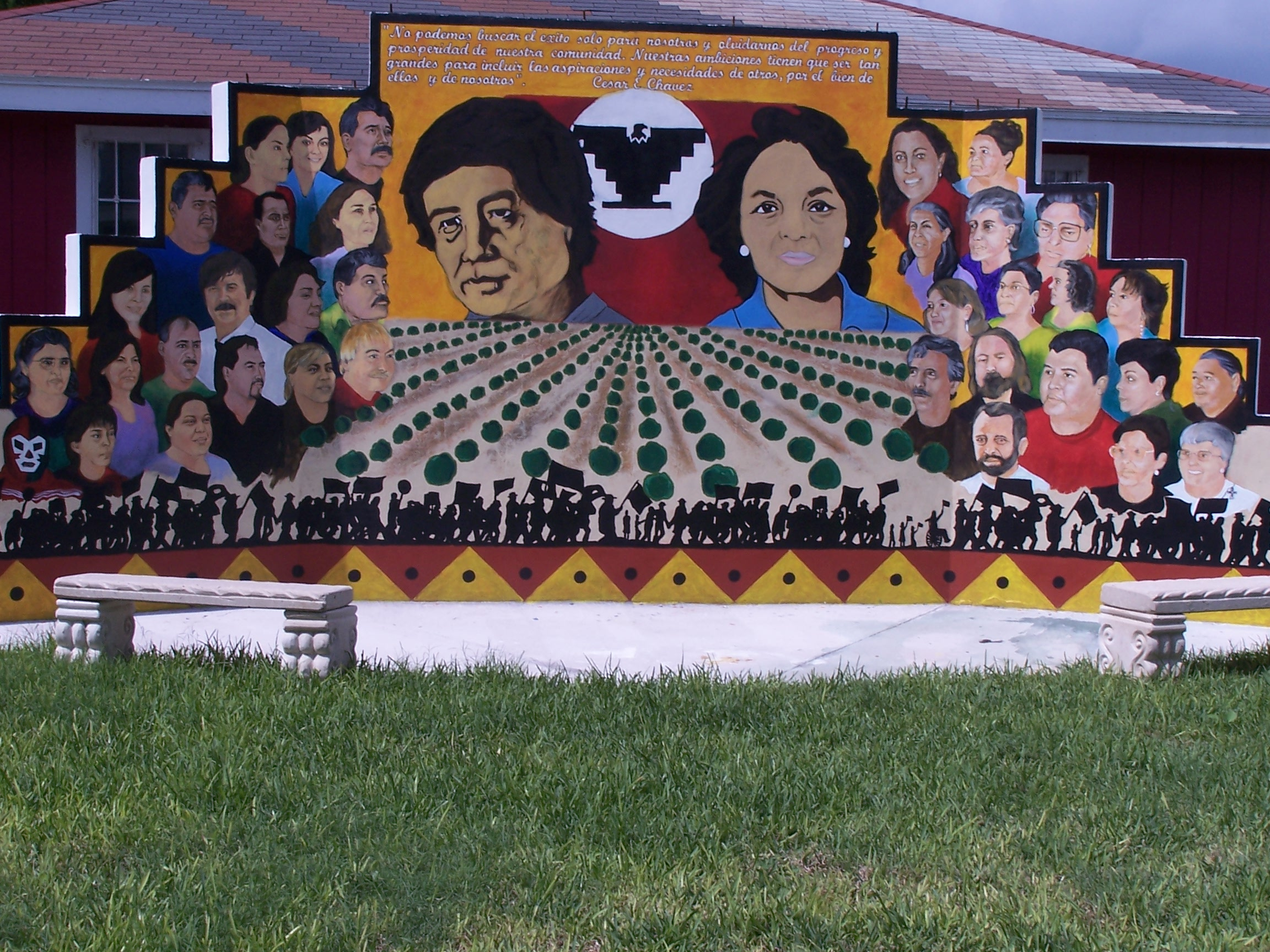
César Chávez Memorial
Mosaik an der Basilika
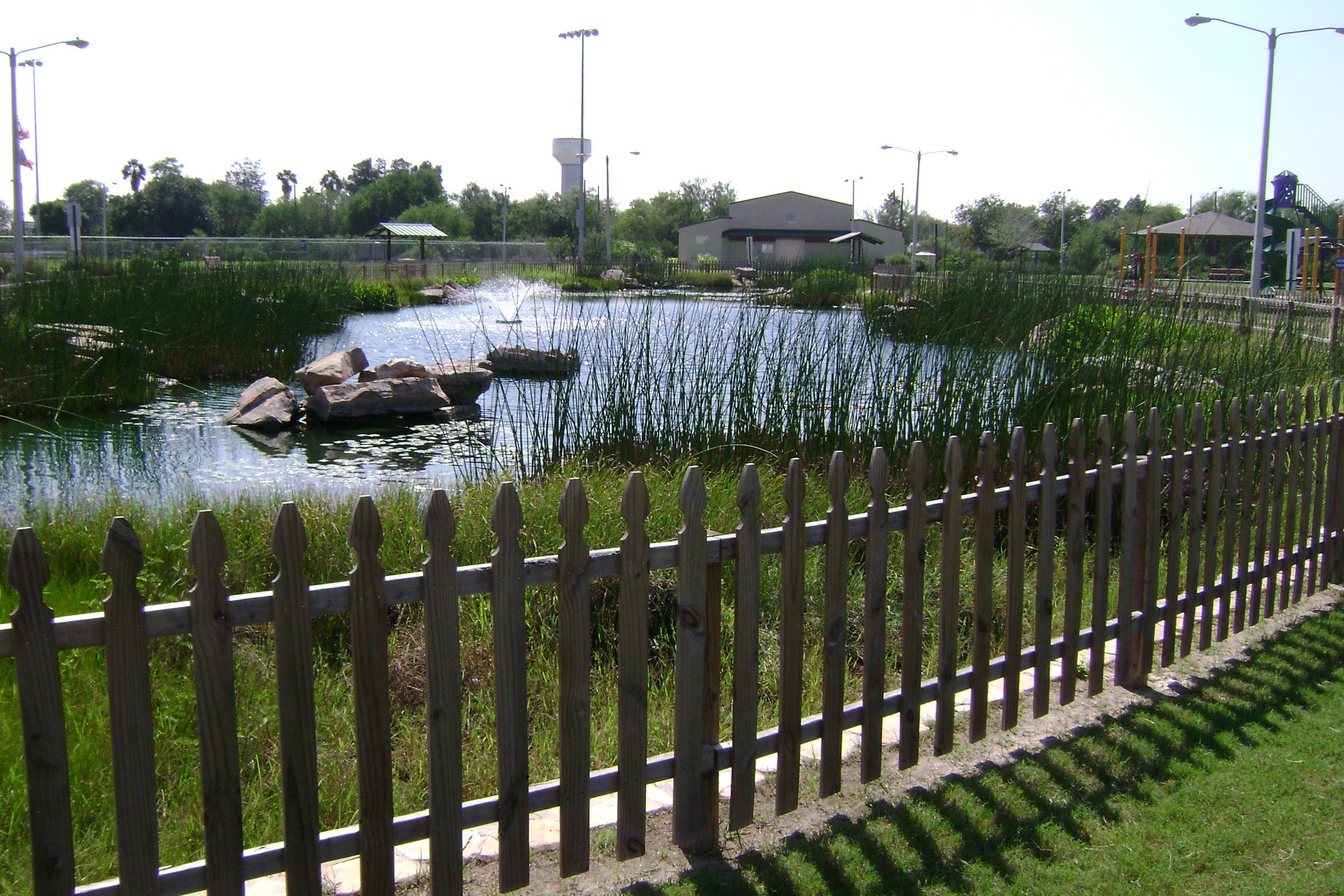
North San Juan Park
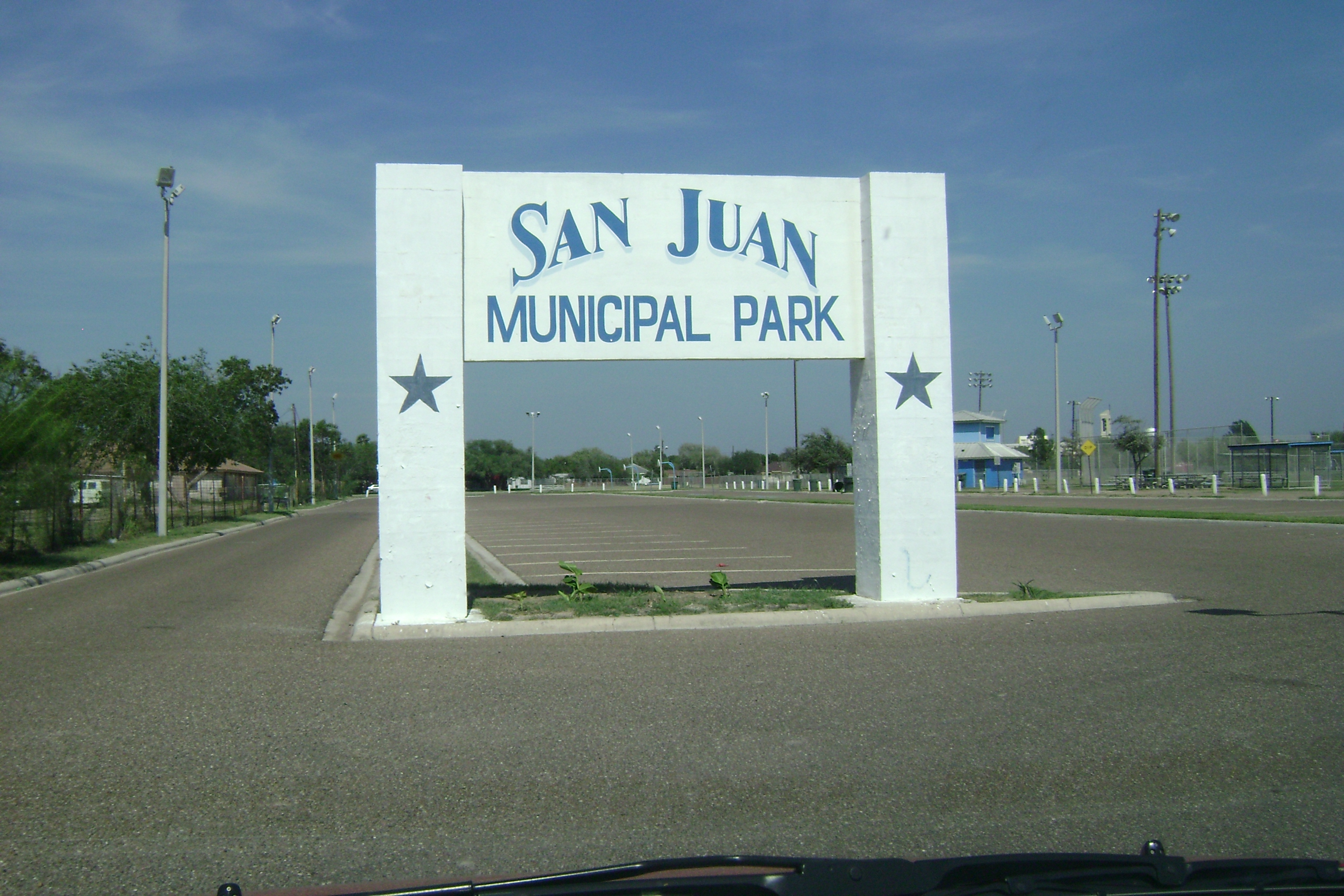
San Juan Municipal Park
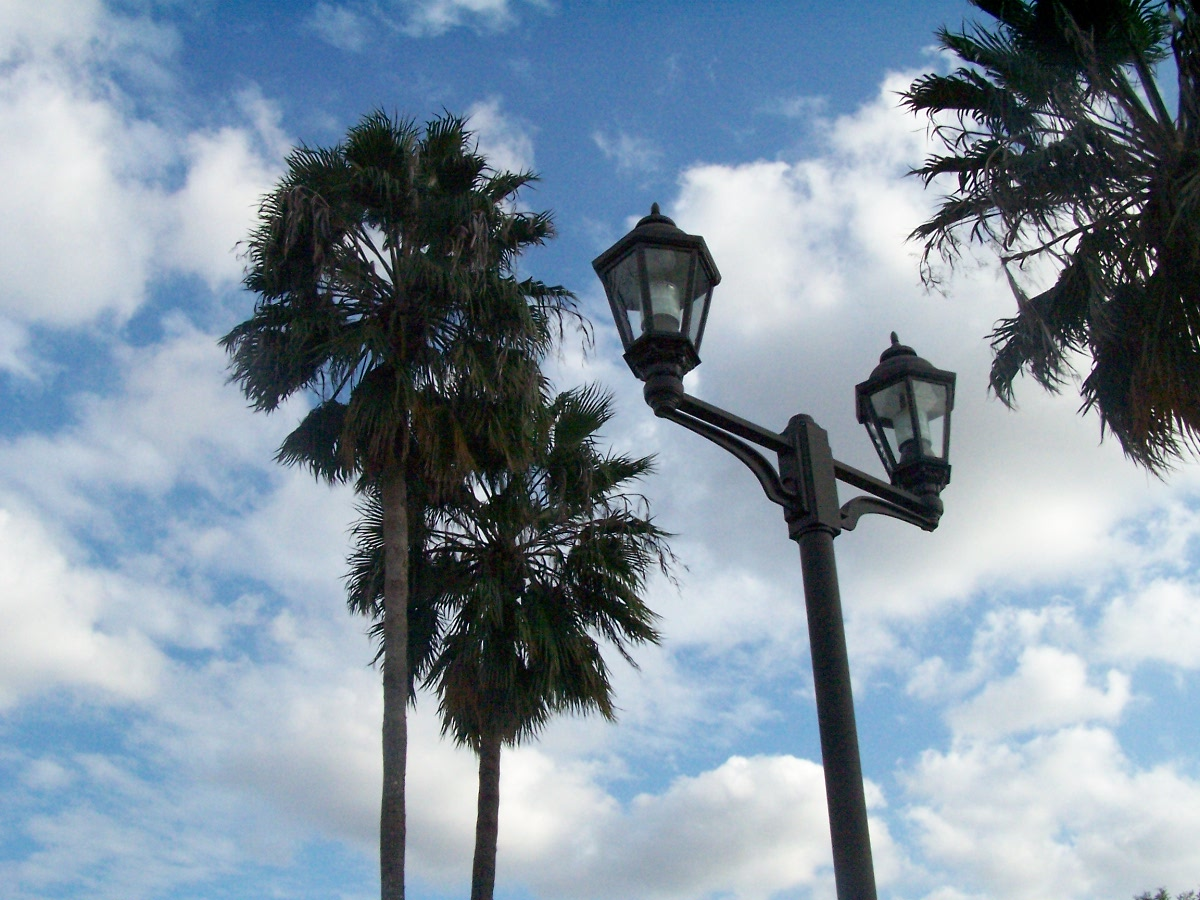
Straßenlaternen
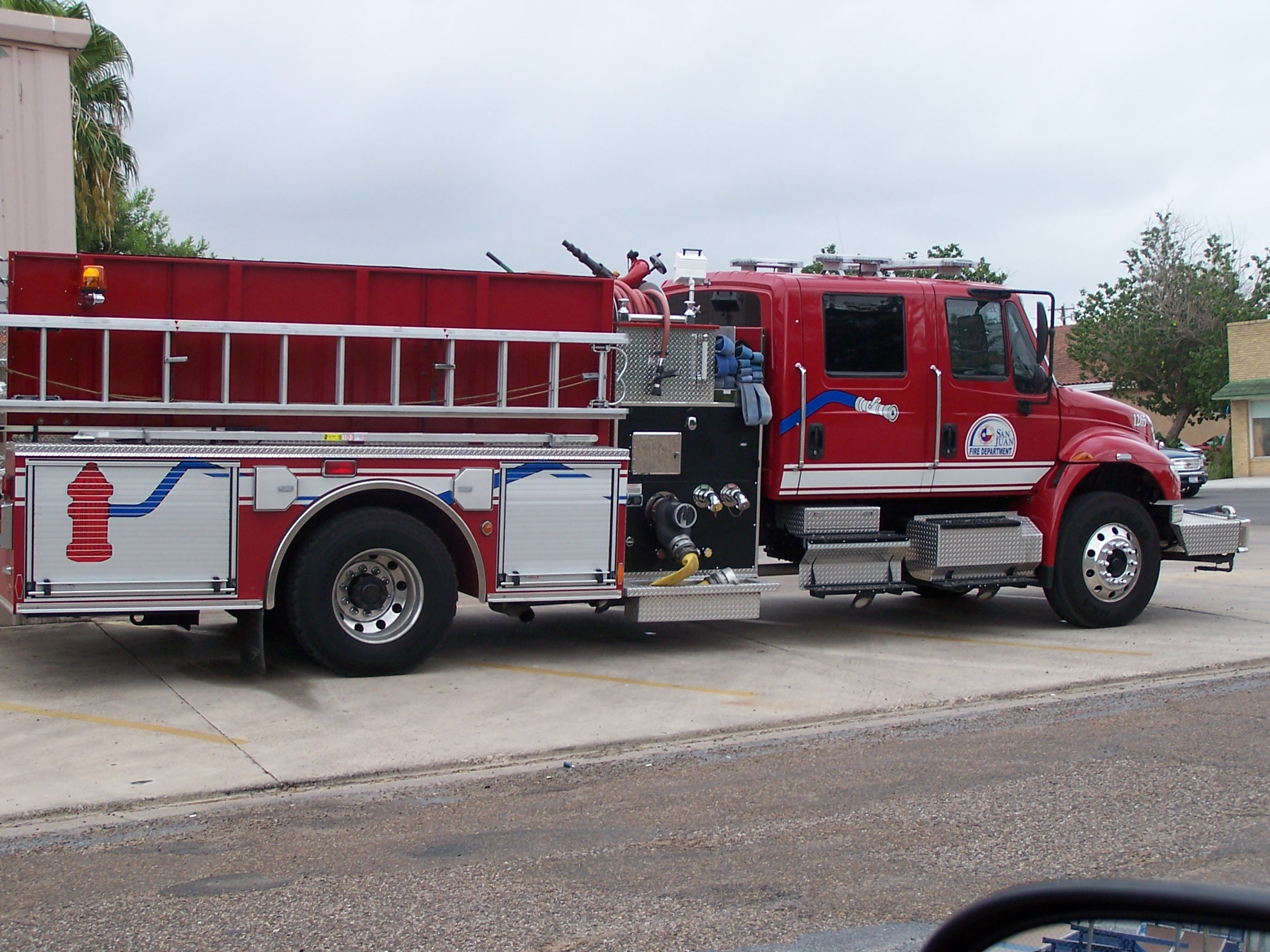
Löschfahrzeug der städtischen Feuerwehr
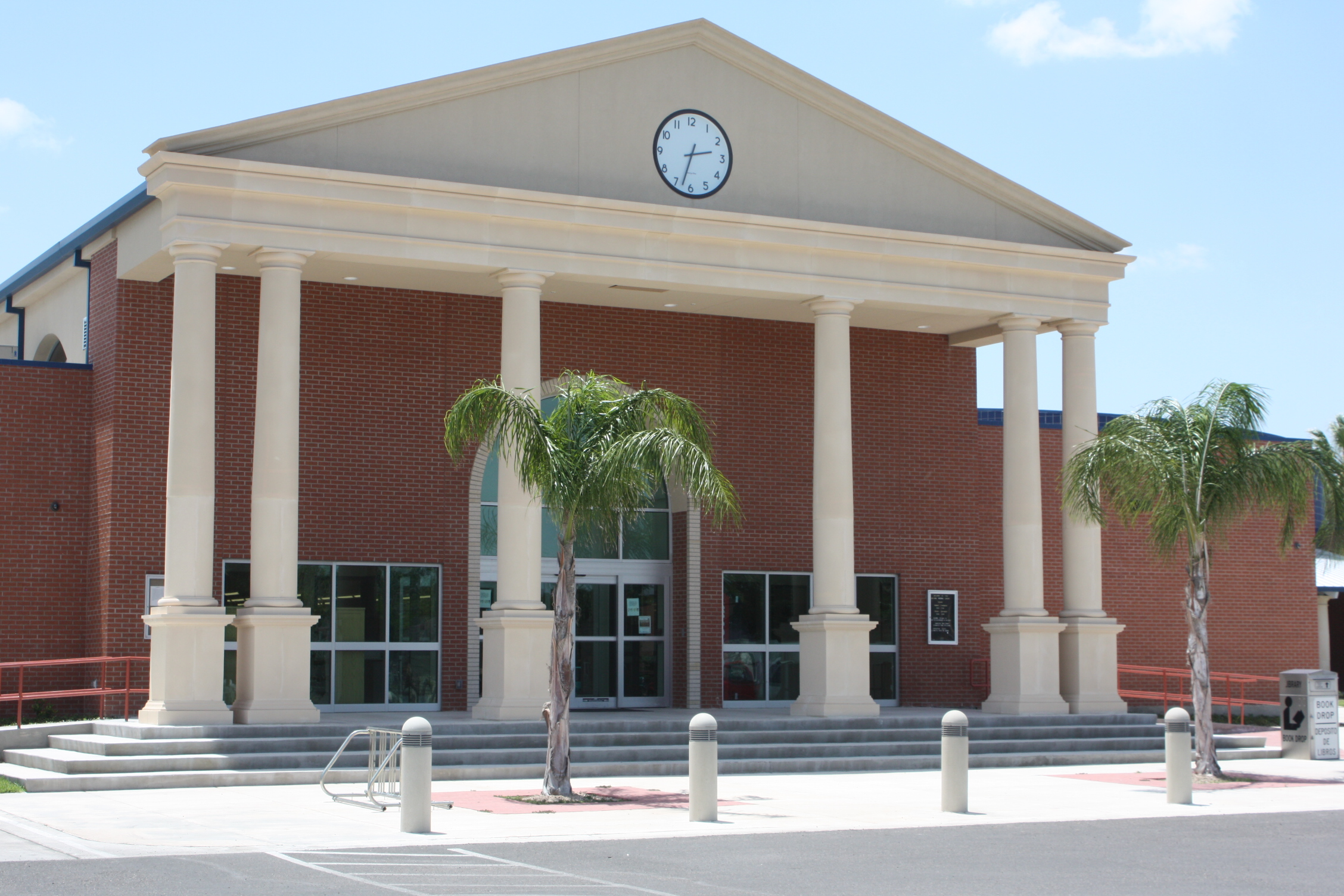
San Juan Memorial Library